# Camba
Camba o kamba (dal guaraní Käambá, probabilmente uomo negro) è il termine con cui vengono definite le popolazioni dell'oriente boliviano, un territorio che copre i due terzi della Bolivia e che appartiene ai dipartimenti di Pando, Beni, Santa Cruz e parte di Chuquisaca, Tarija e Cochabamba.
I kamba del Brasile derivano da loro.
L'espressione camba viene associata sia alla popolazione di origine europea, sia alla meticcia come a quella indigena e colloquialmente non è considerata una definizione dispregiativa.
In Bolivia si contrappone spesso a colla o kolla, che definisce genericamente le popolazioni andine, siano esse di origine europea, meticce o indigene. In alcuni casi può assumere una forma dispregiativa, per quanto il collasuyo (o qullasuyo, regione del Tahuantinsuyo, l'Impero Inca), comprendesse grosso modo la regione andina dell'odierna Bolivia.
La contrapposizione tra camba e colla era inesistente fino a pochi decenni or sono per gli scarsissimi contatti e legami, storici, culturali, linguistici, tra gli attuali occidente andino e oriente tropicale della Bolivia. Come hanno potuto testimoniare viaggiatori del XIX secolo, come i naturalisti francesi D'Orbigny e Castelneau, l'arrivo di un forestiero in terra camba era considerato, senza alcun disprezzo, come l'arrivo di un colla, procedesse questi dall'Europa o dalle regioni andine delle Bolivia.
Solo dopo la rivoluzione del 1952 e il graduale processo di integrazione oriente-occidente boliviani, hanno portato ad evidenziare le notevoli differenze e percorsi culturali, linguistici ed economici di camba e colla. Già alla fine degli anni cinquanta un'incursione nell'area di Santa Cruz delle milizie contadine dell'altipiano andino, inviate dal governo del Movimento Nazionale Rivoluzionario, portò all'uccisione di alcune decine di contadini camba accusati di fomentare un movimento separatista nella regione. All'epoca però le differenze potevano essere associate più a questione politiche (contrasti Falange-MNR) che etniche anche se l'episodio dell'incursione delle milizie ucureñas restò nella memoria della popolazione camba.
Solo negli ultimi anni le contrapposizioni camba-colla si sono acuite anche per il notevole sviluppo economico e demografico dell'oriente, grazie anche alla massiccia migrazione colla. Inoltre, l'accusa di centralismo andino nella conduzione del governo mossa da una grossa fetta della popolazione della parte orientale del Paese, ha determinato l'insorgere di movimenti autonomisti e di gruppi che rivendicano o cercano di appropriarsi della storia e lo spirito culturale camba, tra i quali il controverso movimento Nación Camba.

## La Cultura Camba
Nonostante richieda studi di approfondimento, si può affermare l'esistenza di una genuina forma culturale camba, esclusiva delle pianure tropicali orientali della Bolivia, appartenenti ai dipartimenti di Santa Cruz e Beni, e parte di Pando, Chuquisaca, Cochabamba e Tarija.
Questa cultura ha le sue principali manifestazioni nelle forme linguistiche, architettoniche ed urbanistiche, musicali ed, in questi ultimi anni, anche nelle arti figurative.
Nella musica, importanti espressioni odierne della cultura camba sono i ritmi di taquirari, chovena, carnavalito e il ballo del brincao.
Nelle arti figurati i pittori e muralisti Lorgio Vaca ed Erminio Pedraza.
Esiste anche una corposa letteratura camba naif della quale il principale rappresentante è German Coimbra Sainz e il poeta "costumbrista" Camba Florencio.
Sono numerosissime le espressioni linguistiche, ed anche gli aspetti comportamentali, che fanno della cultura camba un caso molto peculiare ed interessante tra le culture americane creole, tra le quali la cultura camba è una delle meno valorizzate e studiate.